# Ján Stanislav (historyk)
Ján Stanislav (ur. 13 czerwca 1942 we wsi Budatínska Lehota) – słowacki historyk.

## Życiorys
W 1966 r. ukończył studia uniwersyteckie (specjalizacja język słowacki – historia). W 1975 r. ukończył studia podyplomowe w Bańskiej Bystrzycy, a w 1984 r. uzyskał tytuł doktora pedagogiki (PaedDr.). W 1994 r. otrzymał stopień kandydata nauk. Objął stanowisko samodzielnego pracownika naukowego w Muzeum SNP v Liptovskich Revúcach (1978–1988), a także podjął pracę jako historyk w Instytucie Historii Słowackiej Akademii Nauk w Bratysławie (1998–1995). Od 1995 r. pełni funkcję  kierownika Muzeum SNP w Bańskej Bystrzycy. Opracował koncepcję Muzeum SNP na lata 1995–2000, rozszerzoną koncepcję i specyfikację Muzeum SNP na wiek XXI, a także plan ekspozycji Muzem SNP w Bańskiej Bystrzycy. W okresie 1979–1995 był prezesem oddziału Słowackiego Towarzystwa Historycznego.
Jest autorem publikacji historycznych, artykułów w publikacjach zbiorowych i czasopismach, a także recenzji prac historycznych. Jego dorobek obejmuje także scenariusze do filmów dokumentalnych.

## Twórczość
- Fašistické represálie na Slovensku (Bratysława 1982, wyd. popr. 1990)
- Letectvo v prípravách na ozbrojené vystúpenie a jeho účasť v SNP (Bratysława 1996)